# Haplogrup E3b del cromosoma Y humà
L'haplogrup E3b del cromosoma Y humà és un haplogrup format a partir de l'haplotip M35 (abans anomenat Hg21) del cromosoma Y humà, amb una distribució que envolta la Mediterrània.
És una branca de l'haplogrup E. Es creu que va aparèixer al Corn d'Àfrica fa aproximadament 26.000 anys i es va dispersar pel Pròxim Orient durant el Paleolític superior i el Mesolític. A partir d'aquí, es va escampar cap a l'est amb l'expansió dels agricultors del Neolític, al sud d'Europa com ara Grècia.
Fora de l'est d'Àfrica, les dues clades més rellevants són l'E-M81 (conegut com el marcador amazic, tot i que també és present a la Banya d'Àfrica), que aconsegueix freqüències del 80% al nord d'Àfrica, i l'E-M78α, que té les seves màximes freqüències al sud-est d'Europa (més del 30%, també originari del nord-est d'Àfrica), però escampat recentment a tot el continent des del focus de la península dels Balcans.
| Haplogrups del cromosoma Y humà |                 |   |   |   |    |    |    |    |    |   |    |    |   |    |    |    |    |    |   |   |   |  |
|                                 | Adam cromosòmic |   |   |   |    |    |    |    |    |   |    |    |   |    |    |    |    |    |   |   |   |  |
| \|                              |                 |   |   |   |    |    |    |    |    |   |    |    |   |    |    |    |    |    |   |   |   |  |
|                                 | A               | A | A | A | BT |    |    |    |    |   |    |    |   |    |    |    |    |    |   |   |   |  |
|                                 |                 |   | B | B | B  | CT | CT | CT | CT |   |    |    |   |    |    |    |    |    |   |   |   |  |
|                                 |                 |   |   |   | DE | DE | C  | F  | F  | F | F  | F  |   |    |    |    |    |    |   |   |   |  |
|                                 |                 |   |   |   | D  | E  |    |    | G  | H | IJ | IJ | K | K  | K  | K  |    |    |   |   |   |  |
|                                 |                 |   |   |   |    |    |    |    |    |   | I  | J  |   | LT | MS | MS | NO | NO | P | P |   |  |
|                                 |                 |   |   |   |    |    |    |    |    |   |    |    |   |    |    |    | N  | O  |   | Q | R |  |
|                                 |                 |   |   |   |    |    |    |    |    |   |    |    |   |    |    |    |    |    |   |   |   |  |